# Bisdom Uruaçu
Het bisdom Uruaçu (Latijn: Dioecesis Uruassuensis) is een rooms-katholiek bisdom met als zetel Uruaçu, in Brazilië. Het bisdom is suffragaan aan het aartsbisdom Brasilia.

## Geschiedenis
Het bisdom werd opgericht op 26 maart 1956, uit delen van het aartsbisdom Goiás en de territoriale prelatuur São José de Alto Tocantins, en was suffragaan aan het aartsbisdom Goiânia. Op 11 oktober 1966 veranderde het van kerkprovincie en werd suffragaan aan het aartsbisdom Brasilia. 

## Parochies
Het bisdom had in 2020 een oppervlakte van 36.224 km2 en telde 315.793 inwoners waarvan 64,9% rooms-katholiek was.

## Bisschoppen
- Francisco Prada Carrera (17 januari 1957 - 25 februari 1976)
- José da Silva Chaves (14 mei 1976 - 3 januari 2007; hulpbisschop sinds 29 november 1967)
- Messias dos Reis Silveira (3 januari 2007 - 14 november 2018)
  - Francisco Agamenilton Damascena (administrator: 19 februari 2019 - 12 september 2020)
- Giovani Carlos Caldas Barroca (17 juni 2020 - heden)

Brasilia (aartsbisdom) · Formosa · Luziânia · Uruaçu